# 노스이스트 코리더
노스이스트 코리더(영어: Northeast Corridor)는 미국에서 가장 많이 사용되는 철도 노선이다. 전구간 전철화 되어 있으며, 워싱턴 D.C 유니언 역에서 뉴욕 시를 거쳐 보스턴 보스턴 남역에 이르는 인구 밀집 지역을 지난다. 가장 많이 이용되는 역은 펜실베이니아 역 (뉴욕 시)이며 전구간을 따라 달리는 아셀라 익스프레스, 노스이스트 리저널을 비롯한 많은 열차가 이 노선을 통해 운행된다.
암트랙과 펜실베이니아 철도에 의해 전구간 전철화가 이루어졌으며, 대부분 구간을 암트랙이 사들여 소유및 관리를 하고 있다. 이 노선은 암트랙의 열차 뿐만 아니라 화물열차들도 운행되며, 여러 주의 통근열차가 운행되기도 한다. 전체적으로 주간고속도로 제95호선과 평행하게 달린다.

## 운행 노선

암트랙 노스이스트 코리더 노선도 (interactive map)

## 사진

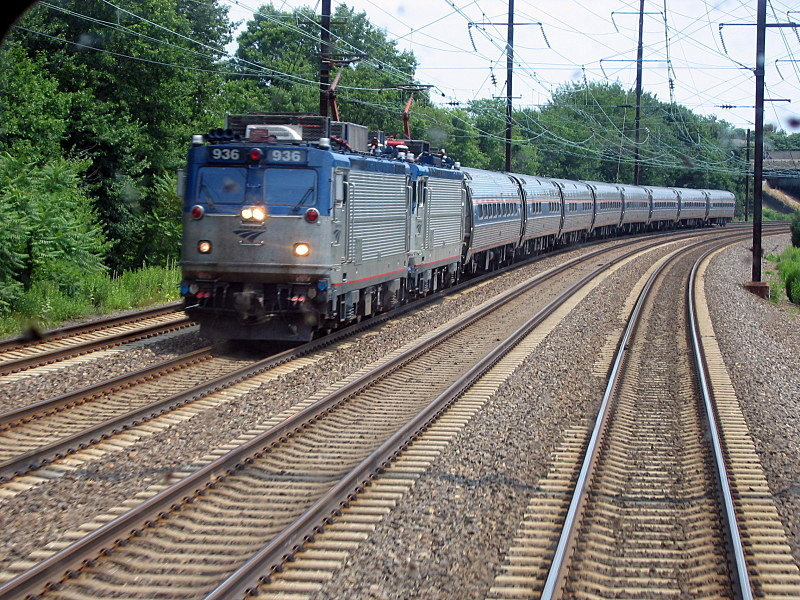
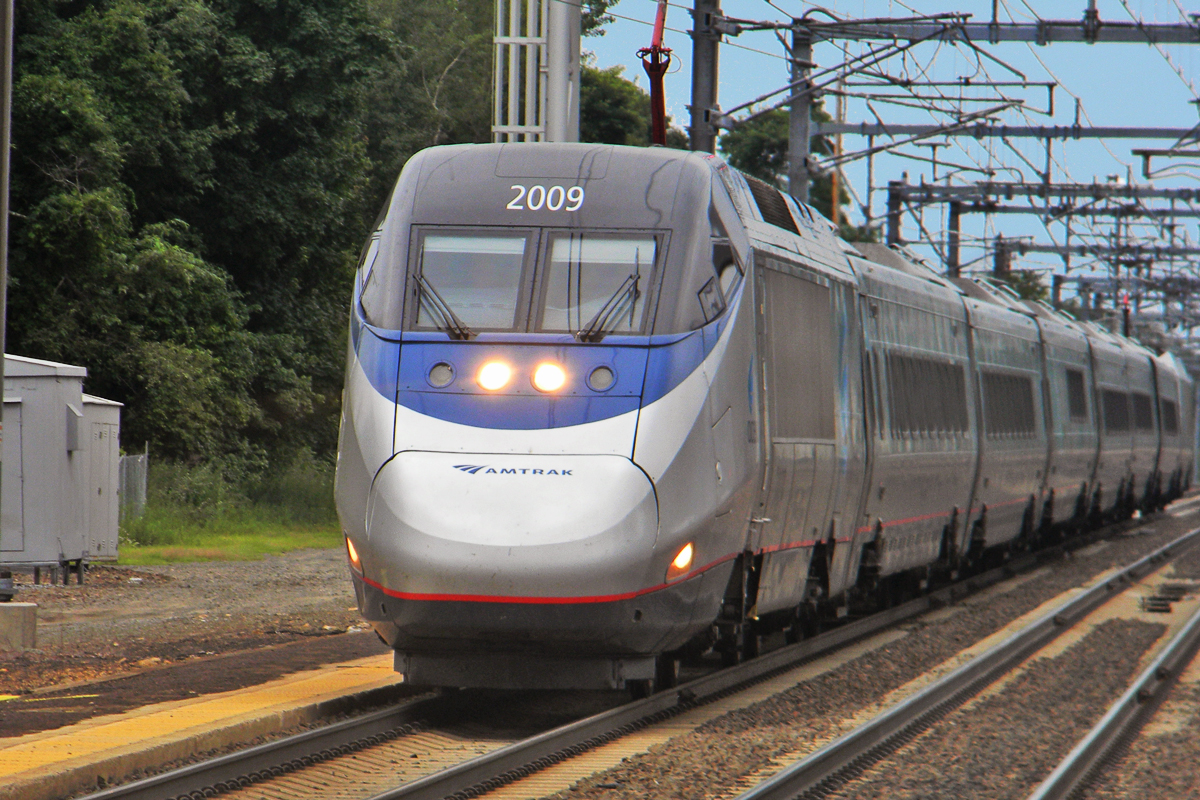
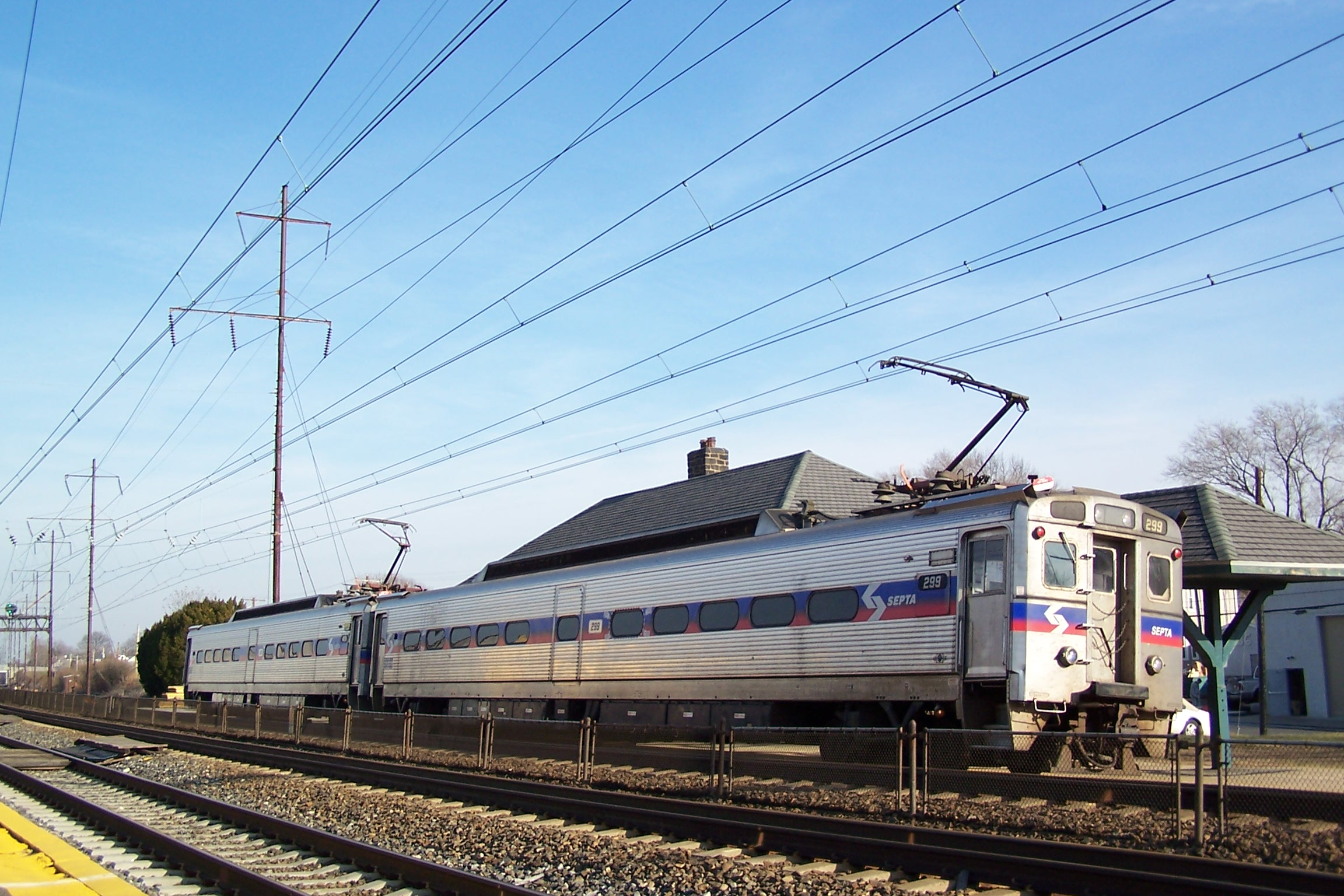